# Jaguar XK Type
Con la sigla  XK sono identificate una serie di autovetture sportive prodotte dalla Jaguar a partire dal 1948. La serie XK degli anni cinquanta nacque, si può dire, attorno al nuovo omonimo motore, progettato e sperimentato subito dopo la Seconda guerra mondiale. Nel listino Jaguar le XK presero il posto delle sportive SS100.

## XK120 (1948-1954)
La prima vettura sportiva Jaguar del dopoguerra venne lanciata al Salone dell'automobile di Londra il 27 ottobre 1948.
Dotata di un solido telaio a longheroni e traverse, derivato da quello della berlina Jaguar Mark V, da cui ereditava anche le sospensioni anteriori a ruote indipendenti con quadrilateri deformabili e quelle posteriori ad assale rigido con balestre a foglia, la XK120 (questo il nome della prima serie del '48) si distingueva per la linea sinuosa ed elegante che caratterizzava la carrozzeria, realizzata interamente in alluminio.

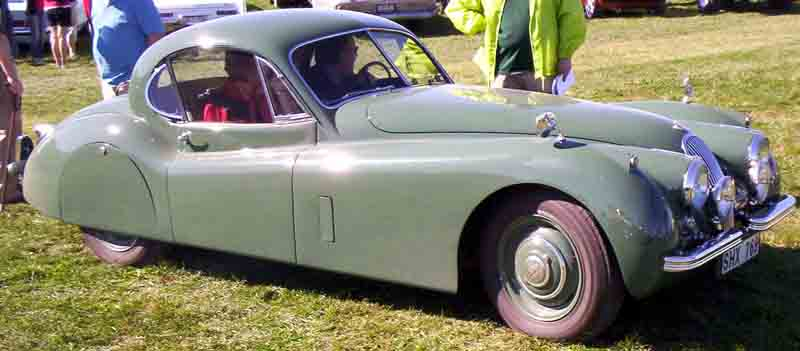
Una XK120 FHC coupé del 1954

Disponibile inizialmente nella sola versione OTS (Open Two Seater), ovvero roadster 2 posti completamente priva di capote, la XK120 era spinta da un nuovo 6 cilindri in linea bialbero di 3.442 cm³, alimentato da 2 carburatori SU, capace di erogare 160 cavalli. Il moto era trasmesso alle ruote (ovviamente la trazione era posteriore) attraverso un cambio manuale a 4 rapporti (con overdrive a richiesta), mentre la frenata era assicurata da 4 grossi tamburi (quelli anteriori autoventilati). Lo sterzo era a circolazione di sfere.
Grazie al peso contenuto la roadster Jaguar era in grado di raggiungere una velocità massima di 120 miglia orarie (da cui la cifra nel nome del modello), pari a circa 200 km/h. Il successo fu immediato, tanto che vennero ampiamente superate le cadenze giornaliere previste, grazie anche ad alcuni successi in gara.
Alla fine del 1950, per contenere i costi di produzione, la carrozzeria divenne d'acciaio, ma l'alluminio continuò ad essere impiegato per cofani e portiere. Nel 1951 nacque la versione FHC (Fixed Head Coupé) con tetto rigido fisso in metallo (in pratica la versione coupé). Per compensare l'aggravio di peso (dell'ordine dei 200 kg) la potenza venne elevata a 180 cavalli. Lo stesso motore venne proposto anche per la OTS (versione SE) in alternativa a quello da 160 cavalli. La maggior potenza era stata ottenuta adottando una nuova testata mentre l'alimentazione rimaneva affidata a 2  carburatori SU.
Nel novembre del 1952 debuttò anche la versione DHC (Drop Head Coupé), ovvero la versione spider con capote di tela.
Con l'occasione tutte le XK120 beneficiarono di alcune modifiche tecniche: il ponte posteriore, sempre ad assale rigido, adottò lo schema Salisbury, mentre lo sterzo divenne a cremagliera. Anche la DHC era disponibile in versione standard o nella riccaSE.

## XK140 (1954-1957)

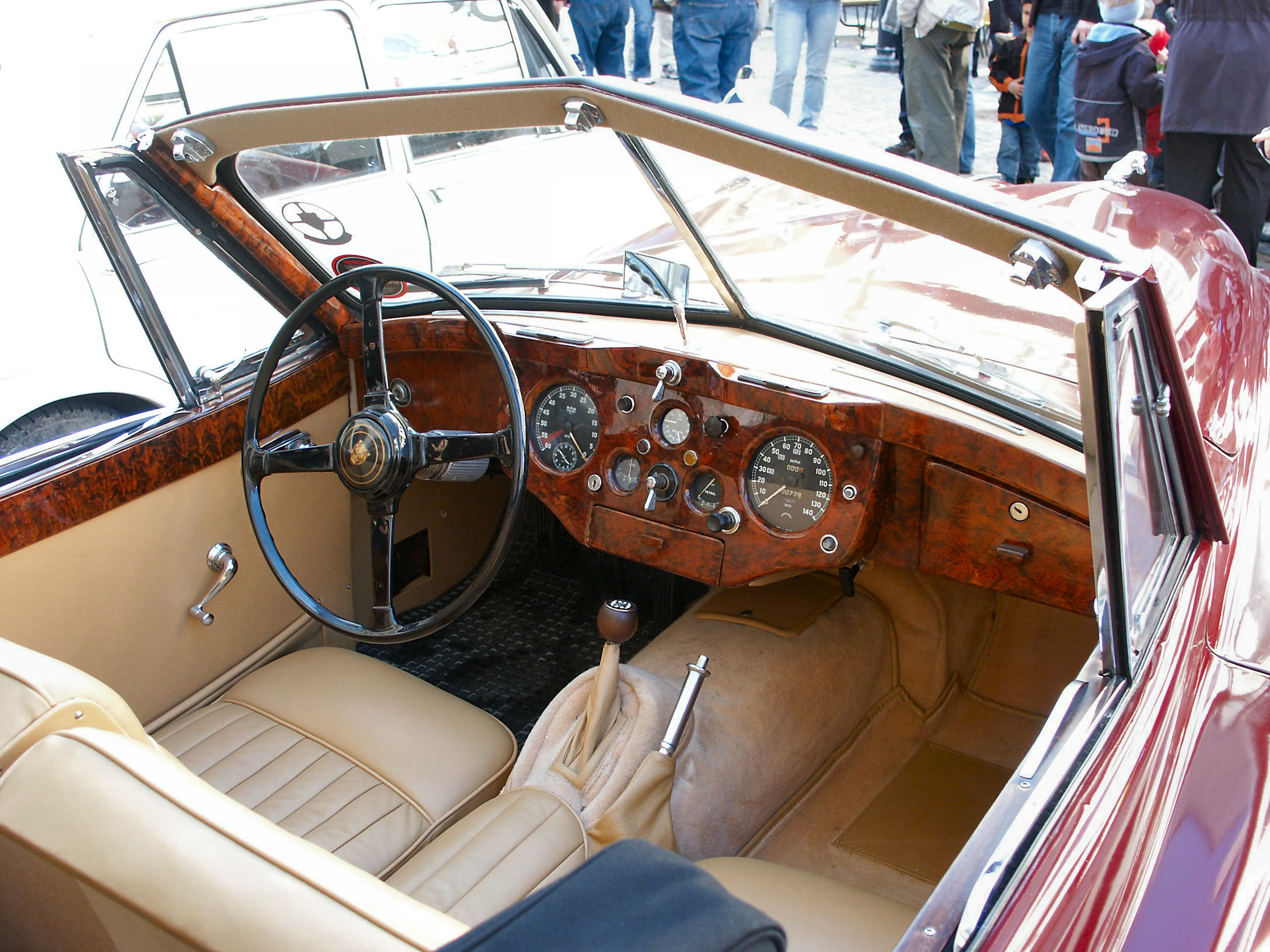
L'abitacolo della XK140

Nel 1954 un restyling trasformò la XK120 in XK140. La modifica più importante fu l'adozione, per le versioni FHC e DHC, di un abitacolo più ampio e dotato di un piccolo sedile posteriore (comunque insufficiente al trasporto di persone adulte). La plancia rivestita di radica di noce possedeva una andamento sinuoso con molte cromature e una strumentazione di grandi dimensioni. Dal punto di vista estetico, invece, tutte le versioni adottarono paraurti più spessi cromati che conferirono all'autovettura una maggiore eleganza ed esclusività, la calandra esponeva un disegno rivisto e più sportivo rispetto al passato, i nuovi profili cromati sul cofano motore e sul bagagliaio arricchirono il quadro innovativo oltre ai nuovi rivestimenti interni e alle rifiniture di qualità superiore rispetto alla XK120. Inoltre venne eliminata la carenatura nei parafanghi posteriori.
Sotto il profilo tecnico la XK140 introdusse le nuove motorizzazioni potenziate rispettivamente a 190 cavalli per la versione standard e 210 cavalli per la più lussuosa SE a tre carburatori. Le sospensioni anteriori e posteriori vennero irrigidite del 10% garantendo una guida ancora più sportiva e precisa soprattutto in curva. L'assetto aveva subito dei leggeri rimaneggiamenti per sopportare le maggiori sollecitazioni dovute all'incremento della potenza massima delle motorizzazioni.
Come per la precedente XK120 erano disponibili 3 varianti di carrozzeria, abbinabili ai motori standard ed SE:  OTS, FHC e DHC. Durante il 1956 la XK140 fu l'unica sportiva della Jaguar ad essere equipaggiata con una trasmissione automatica a 3 rapporti, molto apprezzata dalla clientela statunitense. Per le versioni standard era di serie il classico cambio manuale a 4 rapporti. La XK140 venne prodotta fino al 1957 presso gli stabilimento inglesi della Jaguar Cars in 8.884 esemplari.

## XK150 (1957-1961)
Nel corso del 1957 un grosso incendio divampò nell'ala dello stabilimento Jaguar dove venivano assemblate le XK140, danneggiando seriamente gli stampi delle carrozzerie FHC e DHC e distruggendo completamente quelli delle OTS. La Casa di Coventry approfittò della situazione (stampi, comunque da ricostruire) per modificare la XK140 che divenne XK150. Dal punto di vista estetico le novità furono notevoli: il frontale venne ridisegnato (e reso più spiovente e aerodinamico) così come la fiancata (con linea di cintura più alta e raccordata più dolcemente alla parte superiore). Il parabrezza divenne panoramico ed in pezzo unico. Di dettaglio, invece, i ritocchi agli interni. Grazie ai nuovi paraurti le dimensioni crebbero fino a 4,5 metri di lunghezza complessiva.
Dal punto di vista tecnico la novità più importante era costituita dall'adozione di freni a disco con servofreno su tutte le ruote. Nessuna variazione, invece, per il telaio di base che rimase il medesimo della XK140 e per le motorizzazioni. Al momento del debutto erano disponibili solo le versioni DHC e FHC (standard e SE). Nel 1958 tornò disponibile, dopo la ricostruzione del relativo stampo, la variante OTS. Le XK150 vennero assemblate in Inghilterra fino al 1960 ma uscirono di listino nel 1961, rimpiazzate da un altro modello: la E-Type.

### Motorizzazioni
Il propulsore al debutto rimase il collaudato 3,4 litri che garantiva prestazioni sportive, ma nel 1959, per soddisfare le richieste di maggiori prestazioni desiderate dal pubblico americano, la cilindrata del motore crebbe a 3.781 cm³.
In dettaglio le specifiche e le prestazioni furono:
| Modello             | Disponibilità | Motore                       | Cilindrata | Potenza                         | 0-100 km/h (secondi) | Velocità max (Km/h) |
| ------------------- | ------------- | ---------------------------- | ---------- | ------------------------------- | -------------------- | ------------------- |
| Roadster 3.4        | dal debutto   | 6 cilindri in linea, Benzina | 3.442 cm³  | 142 kW (193 CV) @5.500 giri/min | 7,6                  | 217                 |
| Drophead Coupé 3.4  | dal debutto   | 6 cilindri in linea, Benzina | 3.442 cm³  | 142 kW (193 CV) @5.500 giri/min | 8,7                  | 205                 |
| Fix Head Coupé 3.4  | dal debutto   | 6 cilindri in linea, Benzina | 3.442 cm³  | 142 kW (193 CV) @5.500 giri/min | 8,3                  | 207                 |
| Roadster 3.4S       | dal debutto   | 6 cilindri in linea, Benzina | 3.442 cm³  | 186 kW (253 CV) @5.500 giri/min | 7,3                  | 225                 |
| Drophead Coupé 3.4S | dal debutto   | 6 cilindri in linea, Benzina | 3.442 cm³  | 186 kW (253 CV) @5.500 giri/min | 7,4                  | 220                 |
| Fix Head Coupé 3.4S | dal debutto   | 6 cilindri in linea, Benzina | 3.442 cm³  | 186 kW (253 CV) @5.500 giri/min | 7,6                  | 223                 |
| Roadster 3.8        | dal 1959      | 6 cilindri in linea, Benzina | 3.781 cm³  | 164 kW (223 CV) @5.500 giri/min | 7,4                  | 223                 |
| Drophead Coupé 3.8  | dal 1959      | 6 cilindri in linea, Benzina | 3.781 cm³  | 164 kW (223 CV) @5.500 giri/min | 7,5                  | 215                 |
| Fix Head Coupé 3.8  | dal 1959      | 6 cilindri in linea, Benzina | 3.781 cm³  | 164 kW (223 CV) @5.500 giri/min | 7,8                  | 217                 |
| Roadster 3.8S       | dal 1959      | 6 cilindri in linea, Benzina | 3.781 cm³  | 198 kW (269 CV) @5.500 giri/min | 7,2                  | 227                 |
| Drophead Coupé 3.8S | dal 1959      | 6 cilindri in linea, Benzina | 3.781 cm³  | 198 kW (269 CV) @5.500 giri/min | 7,3                  | 222                 |
| Fix Head Coupé 3.8S | dal 1959      | 6 cilindri in linea, Benzina | 3.781 cm³  | 198 kW (269 CV) @5.500 giri/min | 7,5                  | 227                 |

## La produzione
Le XK sono state prodotte, complessivamente, in 28.891 esemplari. La suddivisione è la seguente:
- Xk120 DHC: 1.769 esemplari
- Xk120 FHC: 2.678 esemplari
- Xk120 OTS: 7.631 esemplari
- Xk140 DHC: 2.740 esemplari
- Xk140 FHC: 2.797 esemplari
- Xk140 OTS: 3.347 esemplari
- Xk150 DHC: 2.489 esemplari
- Xk150 FHC: 4.101 esemplari
- Xk150 OTS: 1.339 esemplari